# Campeonato Europeo de Curling Masculino de 2024
El L Campeonato Europeo de Curling Masculino se celebró en Lohja (Finlandia) entre el 16 y el 23 de noviembre de 2024 bajo la organización de la Federación Mundial de Curling (WCF) y la Federación Finlandesa de Curling.
Las competiciones se realizaron en el Instituto de Deportes Kisakillio de la ciudad finlandesa.

## Tabla de posiciones
| Pos | Equipo          | G | P | G–P |
| --- | --------------- | - | - | --- |
| 1   | Escocia         | 8 | 1 | –   |
| 2   | Noruega         | 6 | 3 | 3–1 |
| 3   | Alemania        | 6 | 3 | 2–2 |
| 4   | Suiza           | 6 | 3 | 2–1 |
| 5   | Suecia          | 6 | 3 | 2–0 |
| 6   | Italia          | 6 | 3 | 1–3 |
| 7   | Austria         | 6 | – |     |
| 8   | República Checa | 2 | 7 | 1–0 |
| 9   | Países Bajos    | 2 | 7 | 0–1 |
| 10  | Inglaterra      | 0 | 9 | –   |

## Cuadro final
|  | Semifinales | Semifinales |   |       | Final        | Final |  |
|  |             |             |   |       |              |       |  |
|  |             |             |   |       |              |       |  |
|  | Escocia     | 10          |   |       |              |       |  |
|  | Suiza       | 8           |   |       |              |       |  |
|  |             |             |   |       |              |       |  |
|  |             |             |   |       |              |       |  |
|  |             |             |   |       | Escocia      | 7     |  |
|  |             | Alemania    | 9 |       |              |       |  |
|  |             |             |   |       |              |       |  |
|  |             |             |   |       |              |       |  |
|  |             |             |   |       | Tercer lugar |       |  |
|  |             |             |   |       |              |       |  |
|  | Noruega     | 2           |   | Suiza | 4            |       |  |
|  | Alemania    | 8           |   |       | Noruega      | 7     |  |

## Medallistas
| Evento | Oro                                                                                                  | Plata                                                                      | Bronce                                                                                        |
| ------ | --- | -------------------------------------------------------------------------- | --------------------------------------------------------------------------------------------- |
| Equipo | Alemania · Marc Muskatewitz · Benjamin Kapp · Felix Messenzehl · Johannes Scheuerl · Mario Trevisiol | Escocia Bruce Mouat Grant Hardie Robert Lammie Hammy McMillan Kyle Waddell | Noruega · Magnus Ramsfjell · Martin Sesaker · Bendik Ramsfjell · Gaute Nepstad · Wilhelm Næss |